# Rhinella paraguayensis
Espèce
Rhinella paraguayensis est une espèce d'amphibiens de la famille des Bufonidae.

## Répartition
Cette espèce est endémique de l'Ouest du bassin du río Paraguay au Brésil. Elle se rencontre dans les États du Mato Grosso et du Mato Grosso do Sul.
Sa présence est incertaine en Bolivie.

## Étymologie
Son nom d'espèce, composé de paraguay et du suffixe latin -ensis, « qui vit dans, qui habite », lui a été donné en référence au lieu de sa découverte.

## Publication originale
- Ávila, Pansonato & Strüssmann, 2010 : A new species of the Rhinella margaritifera group (Anura: Bufonidae) from Brazilian Pantanal. Zootaxa, no 2339, p. 57-89.